# Métacinabre
Le métacinabre est une espèce minérale de sulfure de mercure(II), de formule chimique HgS, avec des traces de zinc, sélénium, cadmium et fer. Il constitue un des minerais du mercure. 

## Historique de la description et appellations

### Inventeur et étymologie
Il a été décrit la première fois par Gilbert Joseph Adam en 1869 sous le nom de Guadalcazarite, mais le titre d’inventeur est attribué à Moore en 1870 qui en fit une description plus complète. Son nom signifie étymologiquement produit de l'altération du cinabre. Sa formule est (β-HgS). Il a souvent été incriminé dans le processus d’assombrissement du cinabre (formule chimique : α-HgS) à température ambiante.

### Topotype
Redington Mine (Boston Mine; Knoxville Mine; Excellsior Mine), District de Knoxville, Comté de Napa, Californie, États-Unis.

### Synonymie
- Metacinnabar est le terme anglais reconnu par l'Association internationale de minéralogie.
- Metacinnabarite[4]

## Caractéristiques physico-chimiques

### Critères de détermination
Le métacinabre se distingue notablement du cinabre par deux aspects : la couleur, respectivement noire et rouge, d'une part, et de l'autre, la structure cristalline qui n'est pas identique. De plus, sa dureté sur l'échelle de Mohs s'avère légèrement plus élevée : elles sont respectivement de 3 et 2,5. Sa masse volumique est aussi différente.

### Variétés et mélanges
- Guadalcazarite : variété zincifère de métacinabre décrite par Adam à Guadalcázar, Municipalité de Guadalcázar, San Luis Potosí, Mexique qui a donné le nom[5].
- Kittlite : variété sélénifère de métacinabre[6].
- Onofrite (Haidinger): variété sélénifère de métacinabre de formule idéale Hg(S,Se) avec un ratio de 1 / 5 de sélénium par rapport au soufre. Décrite par Wilhelm Karl Ritter von Haidinger à partir d'échantillons de San Onofre, Plateros, Zacatecas, Mexique, Gisement topotype qui a inspiré le nom.
- Saukovite : variété cadmiumifère de métacinabre.

### Cristallochimie
- Trimorphisme entre le cinabre, le métacinabre et l'hypercinabre.
- Il appartient au groupe de la sphalérite.

Groupe de la sphalérite
- Sphalérite (Zn,Fe)S F43m 4 3m
- Stilléite ZnSe F43m 4 3m
- Métacinabre HgS F43m 4 3m
- Tiemannite HgSe F43m 4 3m
- Coloradoïte HgTe F43m 4 3m
- Hawleyite CdS F43m 4 3m
- Rudashevskyite (Fe,Zn)S F43m 4 3m

### Cristallographie
- Paramètres de la maille conventionnelle : {\displaystyle a} = 5,853 Å, ; Z = 4 ; V = 200,51 Å3
- Densité calculée = 7,71 g cm−3
- Formules des différents polymorphes du sulfure de mercure

α-HgS	cinabre
α'-HgS	sulfure de mercure amorphe
β-HgS métacinabre
γ-HgS	hypercinabre

### Propriétés physiques
Habitusle plus souvent massif, rarement en petits cristaux tétraédriques de 1 mm à faces rugueuses.

## Gîtes et gisements

### Gîtologie et minéraux associés
GîtologieDans les gisements de mercure formés à basse température, près de la surface.
Minéraux associésbarytine, calcite, cinabre, marcassite, mercure natif, réalgar, stibine, wurtzite.

### Gisements producteurs de spécimens remarquables
- États-Unis

Redington Mine (Boston Mine; Knoxville Mine; Excellsior Mine), District de Knoxville, Comté de Napa, Californie (Topotype)
- Italie

Schilpario, Val Scalve, Bergame, Lombardie
- Japon

Mine de Nyu, Préfecture de Mie, Région de Kinki, Honshu
- Mexique

Guadalcázar, Municipalité de Guadalcázar, San Luis Potosí

## Exploitation des gisements
UtilisationsLa forme cristalline noire du sulfure de mercure, le métacinabre (β-HgS cubique), peut se trouver naturellement comme minerai et n’a pas eu d’utilisation notable comme pigment. Il peut être préparé par synthèse, favorisé par un milieu acide.
Problème de l'obscurcissement du cinabre/vermillon
De nombreux chercheurs ont expliqué le noircissement des peintures murales romaines, peintes à fresque avec du cinabre, par la transformation du pigment rouge en métacinabre cubique noir. Bien que l'on retrouve cette explication dans la littérature de manière plutôt fréquente, il paraît pourtant évident que ce changement de couleur ne peut s'opérer à des températures basses comme c'est le cas lors des fouilles archéologiques. La transformation du cinabre en métacinabre s'opère à plus de 300 degrés Celsius.